# 霰彈槍定序法
霰彈槍定序法（Shotgun sequencing，又称鸟枪法）是一种广泛使用的为长DNA测序的方法，比傳統的定序法快速，但精確度較差。曾經使用於塞雷拉基因組（Celera Genomics）公司所主持的人類基因組計畫。
霰彈槍測序法的思想是將基因組打斷為數百萬個DNA片段，然後用一定的演算法將片斷的序列信息重新整合在一起，從而得到整個基因組序列。為了提高這一方法的效率，1980年代，測序和片斷信息整合達到了自動化。這一方法雖然已被用於序列長達6百萬個鹼基對的細菌基因組測序，但對於人類基因組中30億個鹼基對的序列測定，這一技術能否成功在當時還未有定論。